# 壽町 (臺北市)
壽町為臺灣日治時期臺北市之行政區，共分一～五丁目，位於艋舺北部，為台北城內日人之娛樂活動中心。戰後劃入臺北市城中區，今臺北市萬華區西寧南路，洛陽街，開封街二段，武昌街二段附近，為今西門町之一部份。

## 町內設施
- 國際館（一丁目，現萬年商業大樓）
- 榮座（一丁目）
- 台灣劇場（一丁目）
- 東本願寺（二丁目，現獅子林商業大樓）
- 南叡山大正寺（二丁目）